# Сейду Діарра
Сейду Еліман Діарра (23 листопада 1933 , Катіолаd, Валле-дю-Бандама  — 19 липня 2020 , Абіджан ) — івуарійський політик, двічі очолював уряд Кот-д'Івуару.

## Кар'єра
Навчався у Франції, спочатку в Ла-Рошелі, а потім вивчав сільськогосподарську інженерію у Вищій агрономічній школі Монпельє.
Після повернення на батьківщину працював у Міністерстві сільського господарства. 1963 року з політичних мотивів був ув'язнений на два роки. Після звільнення став співробітником Фонду стабілізації цін і підтримки сільськогосподарського виробництва (CSSPPA).
Від 1970 до 1977 року був послом Кот-д'Івуару в Бразилії, потім, до 1985, обіймав посаду представника Кот-д'Івуару в Європейській економічній спільноті, також був головою Торгово-промислової палати Кот-д'Івуару.
1999 року відбувся військовий переворот, в результаті якого прем'єр-міністр Данієль Каблан Дункан був усунутий від посади. 4 січня 2000 року Діарра очолив міністерство з питань планування, розвитку та співробітництва в адміністрації президента Робері Геї.
Очолював перехідний уряд від 18 травня до 27 жовтня 2000 року. У грудні 2001 став головою Форуму національного примирення.
Відповідно до угоди про припинення громадянської війни, позаяк багато хто вважав Діарру нейтральною фігурою, 10 лютого 2003 року він знову очолив перехідний уряд країни. Від березня 2013 до липня 2015 року був першим президентом Вищого державного органу з питань управління Кот-д'Івуару.